# Mecanotransducció

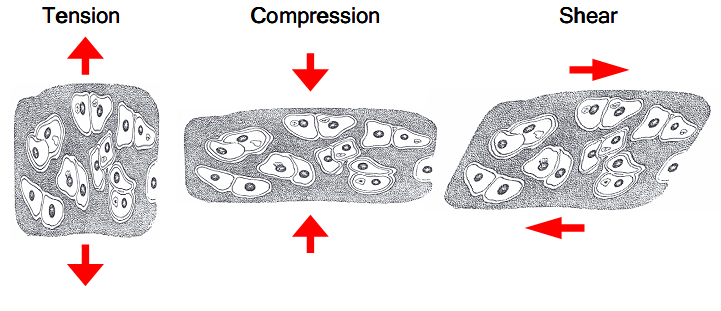
Tensió, compressió i forces de cisallament en el cartílag in vivo

La mecanotransducció, en anglès: Mechanotransduction, es refereix a molts mecanismes biològics pels quals les cèl·lules converteixen estímuls mecànics en activitat química. La mecanotransducció és la responsable d'un gran nombre de sentits i de processos fisiològics al cos, incloent la propriocepció, el tacte, l'equilibri i l'oïda. El mecanisme bàsic de la mecanotransducció implicaconvertir els senyals mecànics en senyals elèctrics o químics. En aquest procés, un canal d'ions obert mecànicament ho fa possible per al so, la pressió o el moviment per causar un canvi en l'excitabilitat de cèl·lules sensorials especialitzades i neurones sensorials. L'estimulació d'un mecanoreceptor causa que els canals d'ins sensibles mecànicament s'obrin i produeixin un corrent de transducció de senyal que canvia el potencial de membrana de la cèl·lula. Les respostes cel·lulars a la mecanotransducció són variables i donen lloc a una gran varietat de canvis i de sensacions.